# Toktokkus mashunus
Toktokkus mashunus (лат.) — вид жуков-чернотелок рода Toktokkus из подтрибы Molurina трибы Sepidiini (Pimeliinae, Tenebrionidae). Афротропика.

## Описание
Жуки-чернотелки средних размеров (длина тела около 2 см). Бугорки надкрылий мелкие и короткие, сливаются в ряды, заканчиваются задолго до плечевых бугорков; своей вершиной бугорки направлены назад. Надкрылья без щетинок. На склоне и боках надкрылий имеют бугорки (без соответствующих волосков) (отсутствуют на диске). Развит расширенный и более широкий у основания эпиплеврит, окружающий пятый вентрит.

## Таксономия
Вид был впервые описан южноафриканским натуралистом Louis Albert Péringuey (1855—1924) под названием Psammodes mashunus Péringuey, 1899. Валидный статус подтверждён в ходе ревизии, проведённой в 2020 году, когда этот таксон был включён в состав рода Toktokkus из подтрибы Molurina трибы Sepidiini (Pimeliinae, Tenebrionidae).

## Распространение
Встречается в южной части Афротропики (Зимбабве).